# Vicia olchonensis
Vicia olchonensis là một loài thực vật có hoa trong họ Đậu. Loài này được (Peschkova) O.D.Nikif. miêu tả khoa học đầu tiên.